# Isleton
Isleton – miasto w Stanach Zjednoczonych, w stanie Kalifornia, w hrabstwie Sacramento.
W Isleton urodził się Noriyuki Morita